# Fußballnationalmannschaft der UdSSR/Europameisterschaften
Der Artikel beinhaltet eine ausführliche Darstellung der Fußballnationalmannschaft der UdSSR die von 1959 bis 1988 für die Sowjetunion und 1992 für die Gemeinschaft unabhängiger Staaten bei Europameisterschaften bzw. den Qualifikationen dazu antrat. Die UdSSR konnte sich sechsmal für die Endrunde der Europameisterschaft qualifizieren, erreichte viermal das Finale und konnte es aber nur beim ersten Mal gewinnen. Nach der Aufspaltung der Sowjetunion in mehrere unabhängige Staaten trat die russische Nationalmannschaft ihre Nachfolge an und nahm erstmals 1996 an der Qualifikation teil, wo sie sich auf Anhieb qualifizieren konnte. Die Erfolge der Mannschaft der UdSSR werden von der UEFA nun Russland zugerechnet.

## Übersicht
Die UdSSR nahm an den ersten vier Endrunden mit vier Teilnehmern teil und zudem zweimal an Endrunden mit acht Teilnehmern. Fünfmal scheiterte die UdSSR am späteren Europameister, davon dreimal im Finale und einmal in der Qualifikation. Nach der letzten Qualifikation nahm sie als Gemeinschaft Unabhängiger Staaten teil, zu der die baltischen Staaten Estland, Lettland und Litauen nicht mehr und Georgien noch nicht gehörten.
| Jahr | Gastgeberland  | Teilnahme bis …    | Letzte(r) Gegner                     | Ergebnis      | Trainer              | Bemerkungen und Besonderheiten |
| ---- | -------------- | ------------------ | ------------------------------------ | ------------- | -------------------- | --- |
| 1960 | Frankreich     | Finale             | Jugoslawien                          | Europameister | Gawriil Katschalin   | Erster Titel |
| 1964 | Spanien        | Finale             | Spanien                              | Vizemeister   | Konstantin Beskow    | |
| 1968 | Italien        | Spiel um Platz 3   | England                              | Vierter       | Michail Jakuschin    | Im Halbfinale durch Losentscheid am späteren Europameister Italien gescheitert.                                                                     |
| 1972 | Belgien        | Finale             | Deutschland                          | Vizemeister   | Alexander Ponomarjow | |
| 1976 | Jugoslawien    | nicht qualifiziert |                                      |               |                      | Im Viertelfinale am späteren Europameister Tschechoslowakei gescheitert.                                                                            |
| 1980 | Italien        | nicht qualifiziert |                                      |               |                      | In der Qualifikation an Griechenland gescheitert |
| 1984 | Frankreich     | nicht qualifiziert |                                      |               |                      | In der Qualifikation an Portugal gescheitert |
| 1988 | BR Deutschland | Finale             | Niederlande                          | Vizemeister   | Walerij Lobanowskyj  | In der Vorrunde gegen den späteren Finalgegner gewonnen.                                                                                            |
| 1992 | Schweden       | Vorrunde           | Deutschland, Niederlande, Schottland | 8.            | Anatoli Byschowez    | Nach Remis gegen Weltmeister Deutschland und Titelverteidiger Niederlande sowie einer Niederlage gegen Schottland als Gruppenletzter ausgeschieden. |

## Endrunden mit vier Teilnehmern

### EM 1960

Aufstellungen im ersten EM-Finale

An der ersten Fußball-Europameisterschaft 1960, die noch als „Europapokal der Nationen“ ausgetragen wurde, nahm auch die UdSSR teil und musste dazu im Achtelfinale gegen Ungarn antreten. Nach einem 3:1 am 28. September 1958 in Moskau, bei dem Anatoli Iljin bereits in der vierten Minute das 1:0 erzielte, und einem 1:0 ein Jahr später in Budapest stand die UdSSR im Viertelfinale. Dort sollte dann Spanien der Gegner sein. Die spanische Regierung unter Diktator Franco verbot aber der Mannschaft, die sich bereits zum Flug nach Moskau am Madrider Flughafen versammelt hatte, die Reise. Die UdSSR verweigerte ihrerseits die Austragung auf einem neutralen Platz. Die UEFA wertete beide Spiele für die UdSSR, die damit die Endrunde erreichte, die in Frankreich ausgetragen wurde.
Am 6. Juli 1960 fand in Marseille das erste EM-Endrundenspiel der UdSSR statt und 3:0 setzte sich die Mannschaft gegen die Tschechoslowakei durch, wobei Walentin Iwanow zwei Tore erzielte. Im Endspiel gegen die Jugoslawen blieb es 40 Minuten lang torlos, dann gingen die Jugoslawen in Führung und retteten den Vorsprung in die Halbzeitpause. Vier Minuten nach Wiederanpfiff gelang Slawa Metreweli der Ausgleich, aber weitere Tore fielen zunächst nicht, so dass es zu einer Verlängerung kam. Sechs Minuten vor dem Ende konnte dann Wiktor Ponedelnik, der gegen die ČSSR das dritte Tor erzielt hatte, den Siegtreffer für die UdSSR erzielen, die damit erster Europapokalsieger der Nationen wurde. Mit ihren beiden Toren wurden Walentin Iwanow und Wiktor Ponedelnik zudem mit drei anderen Spielern beste Torschützen des Turniers. Finalgegner Jugoslawien konnte dann aber mit einer nahezu identischen Mannschaft zwei Monate später die olympische Goldmedaille gewinnen, wofür sich die UdSSR nicht qualifizieren konnte.

### EM 1964
Vier Jahre später wollten schon mehr Mannschaften als 1960 teilnehmen. Daher wurde dem Achtelfinale eine Vorrunde vorgeschaltet. Die UdSSR erhielt aber ein Freilos und musste erst im Achtelfinale gegen Italien antreten. Nach einem 2:0 im Heimspiel reichte ein 1:1 im Rückspiel um das Viertelfinale zu erreichen. In diesem trafen sie auf Schweden. Nach einem 1:1 in Solna wurde das Rückspiel 14 Tage später mit 3:1 gewonnen und damit erneut die Endrunde erreicht.
Im Halbfinale waren diesmal die Dänen der Gegner, die sich durch Siege gegen Malta, Albanien und Luxemburg qualifiziert hatten. Mit 3:0 gewann die UdSSR wie vier Jahre zuvor das Halbfinale und stand damit erneut im Finale. Hier trafen sie auf Gastgeber Spanien und verloren durch ein 1:2 den Titel.

### EM 1968
Für die Fußball-Europameisterschaft 1968 wurden in der Qualifikation erstmals Gruppenspiele angesetzt. Die UdSSR musste gegen Griechenland, Österreich und  Finnland antreten. Die UdSSR gewann die ersten vier Spiele und war damit bereits für das Viertelfinale qualifiziert. Daher konnte die Niederlage im fünften Spiel in Österreich verkraftet werden und mit einem Sieg in Griechenland im letzten Spiel wurde die Qualifikation abgeschlossen. Im Viertelfinale war dann Ungarn der Gegner. Nach einer 0:2-Niederlage in Budapest profitierten sie im Rückspiel in Moskau von einem Eigentor der Ungarn und gewannen mit 3:0.
Bei der Endrunde in Italien trafen sie im Halbfinale auf den Gastgeber. Da beiden Mannschaften in 120 Minuten kein Tor gelang, musste zum einzigen Mal bei einer EM das Los entscheiden. Der deutsche Schiedsrichter Kurt Tschenscher wollte eigentlich die Münzentscheidung im Mittelkreis des Spielfeldes im Beisein der beiden Mannschaftskapitäne Giacinto Facchetti und Jurij Istomyn vornehmen. Dagegen wandten sich die beiden Verbandspräsidenten Walentin Granatkin und Artemio Franchi, die verlangten, den Münzwurf in einem geschlossenen Raum durchzuführen. Beide trafen sich zusammen mit dem Schiedsrichter in dessen Kabine, während die beiden Mannschaftskapitäne vor der Kabinentür und die Mannschaften auf dem Platz warten mussten. Granatkin verlangte zunächst einen Probewurf, der zweite Wurf sollte der entscheidende sein. Italien wurde hierdurch als Sieger ermittelt. Hätte schon der erste gegolten, wäre die UdSSR ins Endspiel eingezogen. Da alle Beteiligten den Münzwurf als große Ungerechtigkeit empfanden, wurde er bei internationalen Turnieren kaum noch angewandt.
Siehe auch: Liste der Losentscheide im Fußball
Im Spiel um Platz 3 am 8. Juni 1968 trafen sie in Rom auf Weltmeister England, der noch mit 11 Spielern aus dem WM-Kader anreiste. England gewann mit 2:0 und erreichte damit seine bis heute beste Platzierung bei einem großen Turnier nach dem WM-Titel 1966. Die UdSSR blieb zum einzigen Mal bei einer Endrunde ohne Torerfolg.

### EM 1972
Für die EM-Endrunde 1972 konnte sich die UdSSR dann auch wieder qualifizieren. In einer Gruppe mit Spanien, Nordirland und Zypern reichten ihnen vier Siege – darunter der einzige sportliche Sieg gegen Spanien – und zwei Remis, um ins Viertelfinale einzuziehen. Hier war Jugoslawien der Gegner. Nach einem torlosen Remis in Belgrad wurde das Rückspiel mit 3:0 gewonnen. Die Sowjetunion fuhr damit zur EM-Endrunde nach Belgien. Im Halbfinale war dann wieder einmal Ungarn der Gegner und mit einem einzigen Tor durch Anatolij Konkow vor nur 1.700 Zuschauern wurde zum dritten Mal das Finale erreicht. Hier unterlag die Mannschaft aber einer deutschen Mannschaft, die Traumfußball zelebrierte und gegen die sie nach einem 1:4 drei Wochen zuvor mit wenig Hoffnung antrat. Mit 0:3 musste die UdSSR eine ihrer höchsten Niederlagen bei EM-Endrunden hinnehmen und verabschiedete sich damit für 16 Jahre von der EM-Bühne.

### EM 1976
1976 wurde die Endrunde letztmals mit vier Mannschaften ausgetragen. Die UdSSR musste sich dazu in der Gruppenphase gegen Irland, die Türkei und die Schweiz qualifizieren. Die UdSSR verlor das erste Spiel in Irland und das letzte in der Türkei, konnte dazwischen aber vier Spiele gewinnen und stand damit im Viertelfinale, da Irland in der Türkei nur ein 1:1 gelang. Im Viertelfinale war dann die ČSSR der Gegner. Nach einem 0:2 in Bratislava reichte das 2:2 im Rückspiel nicht, um die Endrunde zu erreichen. Die ČSSR erreichte dann in Jugoslawien das Finale und gewann dies im ersten Elfmeterschießen der EM-Geschichte gegen Titelverteidiger Deutschland.

## Endrunden mit acht Teilnehmern

### EM 1980
Die Fußball-Europameisterschaft 1980 wurde erstmals mit acht Mannschaften ausgetragen und erstmals stand der Gastgeber vorab fest, so dass er sich nicht qualifizieren musste. Als Ausrichter hatten sich die Bundesrepublik Deutschland, England, Griechenland, Italien, die Niederlande und die Schweiz ins Spiel gebracht. Am 19. Oktober 1977 teilte die UEFA mit, das England oder Italien die EM ausrichten sollten und am 12. November 1977 wurde Italien als Ausrichter bekannt gegeben. Die UdSSR scheiterte in der Qualifikation an Griechenland, Ungarn sowie Finnland und konnte nur das erste Spiel gegen den späteren Gruppensieger Griechenland gewinnen und wurde Gruppenletzter. Die Griechen kamen bei der Endrunde dann nicht über die Vorrunde hinaus.

### EM 1984
In der Qualifikation für die EM 1984 in Frankreich musste die UdSSR in Gruppe 2 gegen Portugal, Polen und wieder Finnland antreten. Die UdSSR gewann die ersten fünf Spiele und benötigte aus dem letzten Spiel in Portugal nur noch einen Punkt um die Endrunde zu erreichen. Durch eine 0:1-Niederlage, bei der das Tor in der 44. Minute durch einen verwandelten Elfmeter fiel, wurde die Endrunde verpasst. Portugal scheiterte dann bei der Endrunde im Halbfinale an Gastgeber Frankreich, aber insbesondere an Michel Platini, dem in der Verlängerung in der 119. Minute der Siegtreffer gelang.

### EM 1988
Die Qualifikation für die EM in Deutschland lief dann endlich wieder erfolgreich für die UdSSR. In einer Gruppe mit Titelverteidiger Frankreich, der DDR, Island und Norwegen wurde der erste Platz belegt. Dabei wurden fünf Spiele gewonnen und nur bei drei Remis Punkte abgegeben.
In der Bundesrepublik Deutschland traf die UdSSR in der Gruppenphase im ersten Spiel auf die Niederlande und gewann mit 1:0. Nach einem 1:1 gegen die erstmals teilnehmenden Iren und einem 3:1 gegen England, wobei Sjarhej Alejnikau nach 2:07 Minuten das zweitschnellste Tor bei EM-Endrunden gelang, stand die UdSSR im Halbfinale, wo sie auf Italien traf und mit 2:0 gewann. Damit stand die UdSSR als erste Mannschaft zum vierten Mal im Finale und traf erneut auf Vorrundengegner Niederlande. Diesmal waren die Niederländer aber die bessere Mannschaft und auch ein Foulelfmeter konnte nicht zur Ergebnisverbesserung genutzt werden. Mit 0:2 verlor die UdSSR zum dritten Mal ein Finale.

### EM 1992
In der Qualifikation für die EM 1992 traf die UdSSR auf Italien, Norwegen, wieder Ungarn sowie Zypern. Die UdSSR gewann fünf Spiele und spielte zweimal remis, davon zwei torlose Remis gegen Italien. Da Italien in Norwegen verlor und im Heimspiel gegen die Nordeuropäer nur ein 1:1 erreichte, wurde die UdSSR mit nur zwei Gegentoren Gruppensieger – nur die Niederländer mussten in ihrer Gruppe auch nur zwei Gegentore hinnehmen. Aufgrund der Aufspaltung der UdSSR zu Beginn der 1990er Jahre in mehrere unabhängige Staaten, die zur Bildung der Gemeinschaft Unabhängiger Staaten führte, endete die Ära der Fußballnationalmannschaft der UdSSR, noch bevor die Endrunde in Schweden begann. Als Mannschaft der GUS nahm die qualifizierte UdSSR-Mannschaft aber noch an der Endrunde teil.
Im ersten Gruppenspiel traf die Mannschaft auf Weltmeister Deutschland, der erstmals mit Spielern aus der ehemaligen DDR an einem großen Turnier teilnahm. Entgegen der Aussage des früheren Teamchefs Franz Beckenbauer, dass die Mannschaft durch das Hinzukommen der DDR-Spieler auf Jahre unschlagbar sei, konnte sie aber nicht an die Leistungen bei der WM anknüpfen. Zwar wurde das Finale erreicht, aber dieses gegen die Dänen verloren, die erst kurz vor der EM für die ausgeschlossenen Jugoslawen aufgrund von UN-Sanktionen als Folge der Jugoslawienkriege nachnominiert worden waren. Und auch im Spiel gegen die UdSSR taten sich die Deutschen schon schwer und konnten erst in der 90. Minute durch Thomas Häßler das 1:1 erreichen. Auch im zweiten Spiel gegen die Niederlande kam die GUS zu einem Remis, diesmal ohne Tore, hatte aber damit noch die Chance, durch einen Sieg gegen die erstmals teilnehmenden Schotten im letzten Spiel das Halbfinale zu erreichen, wenn es im Parallelspiel einen Sieger gäbe oder die GUS mit mindestens zwei Toren Unterschied gewönne. Die Schotten, die nach zwei Niederlagen bereits keine Chance mehr hatten, das Halbfinale zu erreichen, machten mit einem 3:0 aber alle Träume der GUS-Mannschaft zunichte und sorgten damit auch dafür, das Deutschland trotz einer 1:3-Niederlage gegen die Niederlande als Gruppenzweiter noch das Halbfinale erreichte. Für die GUS war es das letzte Länderspiel. Bereits an der Qualifikation für die WM 1994 nahm die russische Mannschaft teil, die sich auch auf Anhieb qualifizieren konnte.

## Spieler mit den meisten Einsätzen bei Europameisterschaften

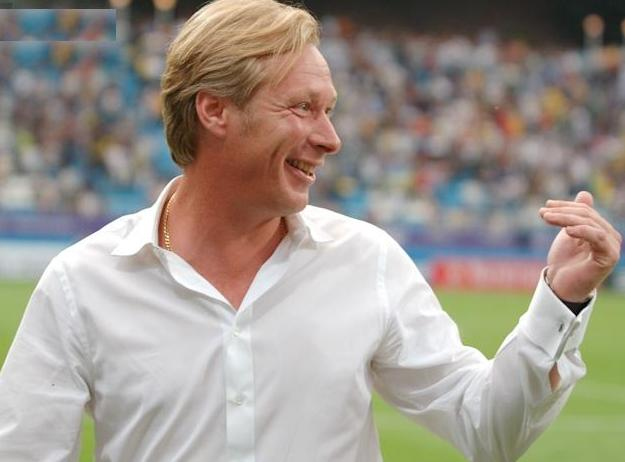
Oleksij Mychajlytschenko, sowjetischer Spieler mit den meisten EM-Einsätzen

| Spiele | Spieler                  | Jahr (Spiele)      |
| ------ | ------------------------ | ------------------ |
| 8      | Oleksij Mychajlytschenko | 1988 (5), 1992 (3) |
| 7      | Oleh Kusnezow            | 1988 (4), 1992 (3) |
| 5      | Sjarhej Alejnikau        | 1988 (5)           |
|        | Wagis Chidijatullin      | 1988 (5)           |
|        | Rinat Dassajew           | 1988 (5)           |
|        | Oleh Protassow           | 1988 (5)           |
|        | Wassili Raz              | 1988 (5)           |
|        | Oleksandr Sawarow        | 1988 (5)           |
| 4      | 10 Spieler               |                    |
| 3      | 7 Spieler                |                    |
| 2      | 38 Spieler               |                    |
| 1      | 12 Spieler               |                    |

Stand: 1. Juli 2012

## Spieler mit den meisten Toren bei Europameisterschaften
| Tore | Spieler           | Jahr (Tore)        |
| ---- | ----------------- | ------------------ |
| 3    | Walentin Iwanow   | 1960 (2), 1964 (1) |
|      | Wiktor Ponedelnik | 1960 (2), 1964 (1) |
| 2    | Oleh Protassow    | 1988 (2)           |
| 1    | 9 Spieler         |                    |

Stand: 1. Juli 2012

## Bei Europameisterschaften gesperrte Spieler
- 1988 erhielt Hennadij Lytowtschenko im Finale die zweite Gelbe Karte, die aber keine Auswirkung mehr hatte.
- 1992 erhielt Achrik Zweiba im zweiten Gruppenspiel die  zweite Gelbe Karte und war für das letzte Gruppenspiel gesperrt.

## Anteil der im Ausland spielenden Spieler im EM-Kader
Legionäre wurden nur für den letzten Kader berufen, als nach dem Umbruch im Ostblock auch russische und ukrainische Spieler zu westlichen Profiklubs wechseln durften. Mit 11 Spielern stellten sie das größte Kontingent. Hinzu kamen acht bei Moskauer Vereinen spielende Spieler und Achrik Zweiba, der bei Dynamo Kiew in der Ukraine spielte.
| Jahr (Spiele) | Anzahl (Länder)                                                                                                   | Spieler (Einsätze) |
| ------------- | --- | --- |
| 1960 (2)      | 0 | |
| 1964 (2)      | 0 | |
| 1968 (2)      | 0 | |
| 1972 (2)      | 0 | |
| 1988 (5)      | 0 | |
| 1992 (3)      | 11 (1 in Deutschland, 1 in England, 3 in Italien, 1 in Portugal, 2 in Schottland, 1 in der Schweiz, 2 in Spanien) | Wolodymyr Ljutyj (1); Andrei Kantschelskis (3); Sjarhej Alejnikau (2), Igor Kolywanow (2), Igor Schalimow (1); Sergei Juran (3); Oleh Kusnezow (3), Oleksij Mychajlytschenko (3); Igor Dobrowolski (3); Igor Kornejew (1); Dmitri Kusnezow (3) |

Stand: 1. Juli 2012

## Rekorde
- Die wenigsten Spiele um Europameister zu werden benötigte die UdSSR 1960: Nach 2 Qualifikations- und 2 Endrundenspielen war sie Europameister, da Spanien nicht zum Viertelfinale in Moskau antrat.
- Einzige Mannschaft, die an den ersten vier Endrunden teilnahm.
- Die höchsten Siege im Halbfinale: UdSSR gegen Tschechoslowakei 1960, UdSSR gegen Dänemark 1964 und Spanien gegen Russland 2008 – alle 3:0
- Die UdSSR bzw. Russland spielte am häufigsten (9×) gegen den späteren Europameister (1964, 1968, 1972, 1988 (2×), 1996, 2004, 2008 (2×))

### Negativrekorde
- Die längste Serie ohne Sieg: 9 Spiele konnte die UdSSR/GUS/Russland zwischen 1988 (Finale) und 2004 nicht gewinnen.
- Die wenigsten Zuschauer bei einem Spiel: 1.700 beim Halbfinale UdSSR – Ungarn 1972[6] (andere Quelle: 2.000[7])

## Bilanz gegen die anderen Europameister bei Europameisterschaften
- Niederlande: 4 Spiele (davon 1 Finale), 2 Siege (1), 1 Remis, 1 Niederlage, 4:3 Tore
- Spanien: 4 Spiele (davon 1 Finale), 4 Niederlagen (3), 2:10 Tore
- Deutschland: 3 Spiele (davon 1 Finale), 1 Remis, 2 Niederlagen (1) 1:7 Tore
- Italien: 3 Spiele, 1 Sieg, 1 Remis, 1 Niederlage (1) 3:2 Tore
- Tschechoslowakei/Tschechien: 3 Spiele, 2 Siege (1), 1 Remis, 10:4 Tore
- Dänemark: 1 Spiel, 1 Sieg, 3:0 Tore
- Griechenland: 3 Spiele, 2 Siege, 1 Niederlage, 3:2 Tore
- Frankreich: kein Spiel

Anmerkung: Spiele der russischen Mannschaft sind kursiv oder in Klammern angegeben

## Spiele
Die UdSSR bestritt 16 EM-Spiele, davon wurden sieben gewonnen, fünf wurden verloren und vier endeten remis. Zwei Spiele mussten verlängert werden. Davon wurde eins durch ein Tor gewonnen und das andere durch Losentscheid verloren.
Die UdSSR bestritt nie das Eröffnungsspiel, bestritt aber 1972 zeitgleich mit dem Halbfinale des Gastgebers das andere Halbfinalspiel. Die UdSSR spielte zweimal gegen den Gastgeber  und fünfmal gegen den späteren Europameister. Zweimal – davon einmal als GUS – wurde gegen den amtierenden Weltmeister, einmal gegen den Titelverteidiger (als GUS) und einmal gegen den amtierenden Olympiasieger gespielt. Häufigster Gegner ist die Niederlande mit drei Spielen.
- Gegen folgende Länder gelang der höchste Sieg bei einem EM-Turnier:
  -  England: EM-Gruppenspiel 1988 3:1 (zudem zweimal 2:0 in Freundschaftsspielen, davon eins als GUS)
  -  Italien: EM-Halbfinale 1988 2:0 (zudem ein 2:0 in der EM-Qualifikation 1964/Achtelfinale)
  -  Niederlande: EM-Gruppenspiel 1988 1:0 (zudem ein 2:1 in einem Freundschaftsspiel)
  -  Tschechoslowakei: EM-Halbfinale 1960 (zudem ein 3:0 in einem Freundschaftsspiel)
- Gegen diese Länder kassierte die Mannschaft ihre höchste Niederlage bei einem EM-Turnier:
  -  BR Deutschland: Finale 1972 0:3 (zudem ein 1:4 in einem Freundschaftsspiel)
  -  Niederlande: EM-Finale 1988 (zudem ein 0:2 und ein 1:3 in Freundschaftsspielen)
  -  Schottland: EM-Gruppenspiel 1992 (einzige Niederlage gegen Schottland, als GUS)

| Alle EM-Spiele |               |           |                  |   |                         |                  |                                                                                        |
| Nr.            | Datum         | Ergebnis  | Gegner           |   | Austragungsort          | Anlass           | Bemerkungen                                                                            |
| 01             | 6. Juli 1960  | 3:0       | Tschechoslowakei | * | Marseille (FRA)         | Halbfinale       |                                                                                        |
| 02             | 10. Juli 1960 | 2:1 n. V. | Jugoslawien      | * | Paris (FRA)             | Finale           | EM-Titel für die UdSSR erstes Spiel gegen Jugoslawien                                  |
| 03             | 17. Juni 1964 | 3:0       | Dänemark         | * | Barcelona (ESP)         | Halbfinale       |                                                                                        |
| 04             | 21. Juni 1964 | 1:2       | Spanien          | A | Madrid (ESP)            | Finale           | erstes Spiel gegen Spanien, letztes Spiel in der ersten Amtszeit von Konstantin Beskow |
| 05             | 5. Juni 1968  | 0:0 n. V. | Italien          | A | Neapel (ITA)            | Halbfinale       | Italien zog durch Münzwurf-Entscheidung in das Finale ein.                             |
| 06             | 8. Juni 1968  | 0:2       | England          | * | Rom (ITA)               | Spiel um Platz 3 |                                                                                        |
| 07             | 14. Juni 1972 | 1:0       | Ungarn           | * | Brüssel (BEL)           | Halbfinale       |                                                                                        |
| 08             | 18. Juni 1972 | 0:3       | BR Deutschland   | * | Brüssel (BEL)           | Finale           | Letztes Spiel in der zweiten Amtszeit von Alexander Ponomarjow                         |
| 09             | 12. Juni 1988 | 1:0       | Niederlande      | * | Köln (GER)              | Gruppenspiel     |                                                                                        |
| 10             | 15. Juni 1988 | 1:1       | Irland           | * | Hannover (GER)          | Gruppenspiel     |                                                                                        |
| 11             | 18. Juni 1988 | 3:1       | England          | * | Frankfurt am Main (GER) | Gruppenspiel     |                                                                                        |
| 12             | 22. Juni 1988 | 2:0       | Italien          | * | Stuttgart (GER)         | Halbfinale       |                                                                                        |
| 13             | 25. Juni 1988 | 0:2       | Niederlande      | * | München (GER)           | Finale           | Letztes Spiel in der vierten Amtsperiode von Walerij Lobanowskyj                       |
| 14             | 12. Juni 1992 | 1:1       | Deutschland      | * | Norrköping (SWE)        | Gruppenspiel     |                                                                                        |
| 15             | 15. Juni 1992 | 0:0       | Niederlande      | * | Göteborg (SWE)          | Gruppenspiel     |                                                                                        |
| 16             | 18. Juni 1992 | 0:3       | Schottland       | * | Norrköping (SWE)        | Gruppenspiel     | letztes Spiel als GUS, letztes Spiel in der ersten Amtszeit von Anatoli Byschowez      |